# Qatar 1812 km 2024

Tor Losail International Circuit

Qatar 1812 km 2024 (Qatar Airways Qatar 1812 km 2024) – długodystansowy wyścig samochodowy, który odbył się 2 marca 2024 roku na torze Losail International Circuit. Był on inauguracyjną rundą sezonu 2024 serii FIA World Endurance Championship.

## Tło
15 lutego 2024 roku ogłoszono, że firma Qatar Airways została sponsorem tytularnym wyścigu.

## Uczestnicy
Lista startowa została zaprezentowana 13 lutego 2024 roku i zawierała 37 zgłoszeń w dwóch kategoriach – 19 w kategorii Hypercar oraz 18 w klasie LMGT3.
W tym wyścigu zadebiutowały auta: Alpine A424, Isotta Fraschini Tipo6-C i Lamborghini SC63.
Nyck de Vries zadebiutował w składzie auta #7 Toyota Gazoo Racing. Sébastien Bourdais dołączył do Alexa Lynna i Earla Bambera, którzy zostali wyznaczeni jako stała obsada załogi #2 Cadillac Racing w tym sezonie.

## Harmonogram
| Dzień               | Godzina | Sesja                                     | Długość               |
| ------------------- | ------- | ----------------------------------------- | --------------------- |
| Czwartek, 29 lutego | 12:20   | Pierwsza sesja treningowa                 | 90 minut              |
| Czwartek, 29 lutego | 17:30   | Druga sesja treningowa                    | 90 minut              |
| Piątek, 1 marca     | 11:00   | Trzecia sesja treningowa                  | 60 minut              |
| Piątek, 1 marca     | 16:00   | Sesja kwalifikacyjna – LMGT3              | 12 minut              |
| Piątek, 1 marca     | 16:20   | Sesja kwalifikacyjna – Hypercar           | 12 minut              |
| Piątek, 1 marca     | 16:40   | Sesja kwalifikacyjna Hyperpole – LMGT3    | 10 minut              |
| Piątek, 1 marca     | 16:58   | Sesja kwalifikacyjna Hyperpole – Hypercar | 10 minut              |
| Sobota, 2 marca     | 11:00   | Wyścig                                    | 1812 km lub 10 godzin |
| Źródło:             |         |                                           |                       |

## Sesje treningowe
| Klasa          | Zespół                       | Samochód                       | Czas           | Okr.           |
| Sesja pierwsza | Sesja pierwsza               | Sesja pierwsza                 | Sesja pierwsza | Sesja pierwsza |
| -------------- | ---------------------------- | ------------------------------ | -------------- | -------------- |
| Hypercar       | #5 Porsche Penske Motorsport | Porsche 963                    | 1:42,486       | 39             |
| LMGT3          | #95 United Autosports        | McLaren 720S LMGT3 Evo         | 1:55,824       | 35             |
| Sesja druga    |                              |                                |                |                |
| Hypercar       | #6 Porsche Penske Motorsport | Porsche 963                    | 1:39,990       | 32             |
| LMGT3          | #55 Vista AF Corse           | Ferrari 296 LMGT3              | 1:55,190       | 34             |
| Sesja trzecia  |                              |                                |                |                |
| Hypercar       | #2 Cadillac Racing           | Cadillac V-Series.R            | 1:40,667       | 24             |
| LMGT3          | #27 Heart of Racing Team     | Aston Martin Vantage AMR LMGT3 | 1:54,964       | 27             |

## Kwalifikacje
Pole position w każdej kategorii oznaczone jest pogrubieniem. Najszybsze okrążenie w sesjach kwalifikacyjnych również oznaczone jest pogrubieniem.
| Poz.    | Klasa    | Zespół                       | Kwalifikacje | Hyperpole | Poz. s. |
| ------- | -------- | ---------------------------- | ------------ | --------- | ------- |
| 1       | Hypercar | #5 Porsche Penske Motorsport | 1:39,154     | 1:39,347  | 1       |
| 2       | Hypercar | #7 Toyota Gazoo Racing       | 1:39,567     | 1:39,511  | 2       |
| 3       | Hypercar | #12 Hertz Team JOTA          | 1:39,714     | 1:39,622  | 3       |
| 4       | Hypercar | #50 Ferrari AF Corse         | 1:40,097     | 1:39,976  | 4       |
| 5       | Hypercar | #6 Porsche Penske Motorsport | 1:40,317     | 1:39,981  | 5       |
| 6       | Hypercar | #93 Peugeot TotalEnergies    | 1:39,974     | 1:40,067  | 6       |
| 7       | Hypercar | #2 Cadillac Racing           | 1:40,446     | 1:40,103  | 7       |
| 8       | Hypercar | #51 Ferrari AF Corse         | 1:40,522     | 1:40,224  | 8       |
| 9       | Hypercar | #38 Hertz Team JOTA          | 1:40,569     | 1:40,362  | 9       |
| 10      | Hypercar | #94 Peugeot TotalEnergies    | 1:40,281     | 1:40,504  | 10      |
| 11      | Hypercar | #8 Toyota Gazoo Racing       | 1:40,586     |           | 11      |
| 12      | Hypercar | #83 AF Corse                 | 1:40,634     | 12        |         |
| 13      | Hypercar | #99 Proton Competition       | 1:40,675     | 13        |         |
| 14      | Hypercar | #36 Alpine Endurance Team    | 1:40,682     | 14        |         |
| 15      | Hypercar | #15 BMW M Team WRT           | 1:40,702     | 15        |         |
| 16      | Hypercar | #20 BMW M Team WRT           | 1:40,738     | 16        |         |
| 17      | Hypercar | #35 Alpine Endurance Team    | 1:40,984     | 17        |         |
| 18      | Hypercar | #63 Lamborghini Iron Lynx    | 1:41,699     | 18        |         |
| 19      | Hypercar | #11 Isotta Fraschini         | 1:43,189     | 19        |         |
| 20      | LMGT3    | #81 TF Sport                 | 1:55,634     | 1:54,372  | 23      |
| 21      | LMGT3    | #92 Manthey PureRxcing       | 1:55,611     | 1:55,179  | 24      |
| 22      | LMGT3    | #54 Vista AF Corse           | 1:55,666     | 1:55,182  | 25      |
| 23      | LMGT3    | #777 D'Station Racing        | 1:55,619     | 1:55,184  | 26      |
| 24      | LMGT3    | #27 Heart of Racing Team     | 1:55,251     | 1:55,320  | 27      |
| 25      | LMGT3    | #85 Iron Dames               | 1:55,993     | 1:55,340  | 28      |
| 26      | LMGT3    | #59 United Autosports        | 1:55,752     | 1:55,524  | 29      |
| 27      | LMGT3    | #95 United Autosports        | 1:56,356     | 1:55,836  | 30      |
| 28      | LMGT3    | #46 Team WRT                 | 1:56,244     | 1:56,028  | 31      |
| 29      | LMGT3    | #55 Vista AF Corse           | 1:56,381     | 1:56,596  | 32      |
| 30      | LMGT3    | #82 TF Sport                 | 1:56,586     |           | 33      |
| 31      | LMGT3    | #88 Proton Competition       | 1:56,650     | 34        |         |
| 32      | LMGT3    | #91 Manthey EMA              | 1:56,650     | 35        |         |
| 33      | LMGT3    | #31 Team WRT                 | 1:56,770     | 36        |         |
| 34      | LMGT3    | #78 Akkodis ASP Team         | 1:57,117     | 37        |         |
| 35      | LMGT3    | #87 Akkodis ASP Team         | 1:57,920     | 38        |         |
| 36      | LMGT3    | #60 Iron Lynx                | 1:59,792     | 39        |         |
| 37      | LMGT3    | #77 Proton Competition       | —            | 40        |         |
| Źródła: |          |                              |              |           |         |

1. ↑  Zacharie Robichon, jako najszybszy kierowca załogi, został zobowiązany do wystartowania auta #77 Proton Competition[9][10].

## Wyścig

### Wyniki
Minimum do bycia sklasyfikowanym (70 procent dystansu pokonanego przez zwycięzców wyścigu) wyniosło 234 okrążenia. Zwycięzcy klas są oznaczeni pogrubieniem.
| Poz.              | Klasa                | Zespół                                           | Kierowcy                                              | Samochód                       | Opony | Okr. | Czas/Strata   |
| ----------------- | -------------------- | ------------------------------------------------ | ----------------------------------------------------- | ------------------------------ | ----- | ---- | ------------- |
| 1                 | Hypercar             | #6 Porsche Penske Motorsport                     | Kévin Estre André Lotterer Laurens Vanthoor           | Porsche 963                    | M     | 335  | 9:55:51,926   |
| 2                 | Hypercar             | #12 Hertz Team JOTA                              | Will Stevens Callum Ilott Norman Nato                 | Porsche 963                    | M     | 335  | +33,297       |
| 3                 | Hypercar             | #5 Porsche Penske Motorsport                     | Matt Campbell Michael Christensen Frédéric Makowiecki | Porsche 963                    | M     | 335  | +34,396       |
| 4                 | Hypercar             | #83 AF Corse                                     | Robert Kubica Robert Szwarcman Yifei Ye               | Ferrari 499P                   | M     | 334  | +1 okrążenie  |
| 5                 | Hypercar             | #7 Toyota Gazoo Racing                           | Mike Conway Kamui Kobayashi Nyck de Vries             | Toyota GR010 Hybrid            | M     | 334  | +1 okrążenie  |
| 6                 | Hypercar             | #50 Ferrari AF Corse                             | Antonio Fuoco Miguel Molina Nicklas Nielsen           | Ferrari 499P                   | M     | 333  | +2 okrążenia  |
| 7                 | Hypercar             | #35 Alpine Endurance Team                        | Paul-Loup Chatin Ferdinand Habsburg Charles Milesi    | Alpine A424                    | M     | 333  | +2 okrążenia  |
| 8                 | Hypercar             | #8 Toyota Gazoo Racing                           | Sébastien Buemi Brendon Hartley Ryō Hirakawa          | Toyota GR010 Hybrid            | M     | 333  | +2 okrążenia  |
| 9                 | Hypercar             | #99 Proton Competition                           | Harry Tincknell Neel Jani Julien Andlauer             | Porsche 963                    | M     | 333  | +2 okrążenia  |
| 10                | Hypercar             | #20 BMW M Team WRT                               | Sheldon van der Linde Robin Frijns René Rast          | BMW M Hybrid V8                | M     | 332  | +3 okrążenia  |
| 11                | Hypercar             | #36 Alpine Endurance Team                        | Nicolas Lapierre Mick Schumacher Matthieu Vaxivière   | Alpine A424                    | M     | 332  | +3 okrążenia  |
| 12                | Hypercar             | #51 Ferrari AF Corse                             | Alessandro Pier Guidi James Calado Antonio Giovinazzi | Ferrari 499P                   | M     | 332  | +3 okrążenia  |
| 13                | Hypercar             | #63 Lamborghini Iron Lynx                        | Mirko Bortolotti Edoardo Mortara Daniił Kwiat         | Lamborghini SC63               | M     | 330  | +5 okrążeń    |
| 14                | Hypercar             | #15 BMW M Team WRT                               | Dries Vanthoor Raffaele Marciello Marco Wittmann      | BMW M Hybrid V8                | M     | 327  | +8 okrążeń    |
| 15                | Hypercar             | #94 Peugeot TotalEnergies                        | Paul di Resta Loïc Duval Stoffel Vandoorne            | Peugeot 9X8                    | M     | 316  | +19 okrążeń   |
| 16                | LMGT3                | #92 Manthey PureRxcing                           | Alaksandr Małychin Joel Sturm Klaus Bachler           | Porsche 911 GT3 R LMGT3 (992)  | G     | 299  | +36 okrążeń   |
| 17                | LMGT3                | #27 Heart of Racing Team                         | Ian James Daniel Mancinelli Alex Riberas              | Aston Martin Vantage AMR LMGT3 | G     | 299  | +36 okrążeń   |
| 18                | LMGT3                | #777 D'Station Racing                            | Clément Mateu Erwan Bastard Marco Sørensen            | Aston Martin Vantage AMR LMGT3 | G     | 298  | +37 okrążeń   |
| 19                | LMGT3                | #46 Team WRT                                     | Ahmad Al Harthy Valentino Rossi Maxime Martin         | BMW M4 LMGT3                   | G     | 298  | +37 okrążeń   |
| 20                | LMGT3                | #54 Vista AF Corse                               | Thomas Flohr Francesco Castellacci Davide Rigon       | Ferrari 296 LMGT3              | G     | 297  | +38 okrążeń   |
| 21                | LMGT3                | #31 Team WRT                                     | Darren Leung Sean Gelael Augusto Farfus               | BMW M4 LMGT3                   | G     | 297  | +38 okrążeń   |
| 22                | LMGT3                | #55 Vista AF Corse                               | François Heriau Simon Mann Alessio Rovera             | Ferrari 296 LMGT3              | G     | 297  | +38 okrążeń   |
| 23                | LMGT3                | #85 Iron Dames                                   | Sarah Bovy Doriane Pin Michelle Gatting               | Lamborghini Huracán LMGT3 Evo2 | G     | 295  | +40 okrążeń   |
| 24                | LMGT3                | #88 Proton Competition                           | Giorgio Roda Mikkel Pedersen Dennis Olsen             | Ford Mustang LMGT3             | G     | 294  | +41 okrążeń   |
| 25                | LMGT3                | #82 TF Sport                                     | Hiroshi Koizumi Sébastien Baud Daniel Juncadella      | Corvette Z06 LMGT3.R           | G     | 294  | +41 okrążeń   |
| 26                | LMGT3                | #77 Proton Competition                           | Ryan Hardwick Zacharie Robichon Benjamin Barker       | Ford Mustang LMGT3             | G     | 293  | +42 okrążenia |
| 27                | LMGT3                | #60 Iron Lynx                                    | Claudio Schiavoni Matteo Cressoni Franck Perera       | Lamborghini Huracán LMGT3 Evo2 | G     | 291  | +44 okrążenia |
| 28                | LMGT3                | #95 United Autosports                            | Joshua Caygill Nicolas Pino Marino Satō               | McLaren 720S LMGT3 Evo         | G     | 284  | +51 okrążeń   |
| 29                | LMGT3                | #59 United Autosports                            | James Cottingham Nicolas Costa Grégoire Saucy         | McLaren 720S LMGT3 Evo         | G     | 284  | +51 okrążeń   |
| 30                | LMGT3                | #91 Manthey EMA                                  | Yasser Shahin Morris Schuring Richard Lietz           | Porsche 911 GT3 R LMGT3 (992)  | G     | 284  | +51 okrążeń   |
| 31                | LMGT3                | #87 Akkodis ASP Team                             | Takeshi Kimura Esteban Masson José María López        | Lexus RC F LMGT3               | G     | 273  | +62 okrążenia |
| Niesklasyfikowani |                      |                                                  |                                                       |                                |       |      |               |
|                   | Hypercar             | #38 Hertz Team JOTA                              | Jenson Button Philip Hanson Oliver Rasmussen          | Porsche 963                    | M     | 309  |               |
| Nie ukończyli     |                      |                                                  |                                                       |                                |       |      |               |
|                   | LMGT3                | #78 Akkodis ASP Team                             | Arnold Robin Timur Bogusławskij Kelvin van der Linde  | Lexus RC F LMGT3               | G     | 249  |               |
| LMGT3             | #81 TF Sport         | Tom van Rompuy Rui Andrade Charlie Eastwood      | Corvette Z06 LMGT3.R                                  | G                              | 177   |      |               |
| Hypercar          | #11 Isotta Fraschini | Antonio Serravalle Carl Bennett Jean-Karl Vernay | Isotta Fraschini Tipo 6-C                             | M                              | 157   |      |               |
| Zdyskwalifikowani |                      |                                                  |                                                       |                                |       |      |               |
| [ d ]             | Hypercar             | #2 Cadillac Racing                               | Earl Bamber Alex Lynn Sébastien Bourdais              | Cadillac V-Series.R            | M     | 334  |               |
| [ e ]             | Hypercar             | #93 Peugeot TotalEnergies                        | Mikkel Jensen Nico Müller Jean-Éric Vergne            | Peugeot 9X8                    | M     | 334  |               |

1. ↑  Załoga #51 Ferrari AF Corse otrzymała karę czasową w wysokości 5 sekund za naruszenie podczas postoju w alei serwisowej[11].
2. 1 2  Białorusini i Rosjanie nie mogą startować pod flagami swoich państw zgodnie z wymogami FIA, które zostały wprowadzone po inwazji Rosji na Ukrainę[13].
3. ↑  Załoga #82 TF Sport otrzymała 30-sekundową karę Stop & Go za przekraczanie limitów toru. Kara została zamieniona na czasową w wysokości 95 sekund[11].
4. ↑  Załoga #2 Cadillac Racing została zdyskwalifikowana za skorzystanie z dyfuzora niezgodnego z homologacją[14].
5. ↑  Załoga #93 Peugeot TotalEnergies została zdyskwalifikowana za złamanie regulaminu technicznego LMH oraz regulaminu sportowego WEC. Złamanie regulaminu technicznego polegało na skorzystaniu wyłącznie z silnika elektrycznego, aby dojechać do mety. W sytuacji skorzystania wyłącznie z silnika elektrycznego powinni byli oni zjechać do alei serwisowej. Po dojechaniu do mety auto #93 zatrzymało się na prostej startowej, przez co nie dojechało do parku zamkniętego, łamiąc w ten sposób regulamin sportowy[12].

### Statystyki

#### Najszybsze okrążenie
| Klasa    | Kierowca       | Zespół                       | Czas     | Okr. |
| -------- | -------------- | ---------------------------- | -------- | ---- |
| Hypercar | Matt Campbell  | #5 Porsche Penske Motorsport | 1:39,748 | 119  |
| LMGT3    | Alessio Rovera | #55 Vista AF Corse           | 1:53,529 | 279  |
| Źródło   |                |                              |          |      |